# 李樹烊
李樹烊（Li Shu Yeung，1991年5月2日—），生於香港，香港足球運動員，司職右後衛，於2012年11月4日以1–3不敵衞冕聯賽冠軍傑志的聯賽取得加盟後首個入球。

## 家庭生活
李樹烊的哥哥李樹燊也是一名足球運動員，亦曾效力和富大埔。兩兄弟的父親李發輝為是一名機械工人，不過他在2007年3月31日一次躉船沼氣事故中與同僚麥健勝一同喪生，享年47歲。

## 外部連結
- 香港足球總會網頁球員註冊資料 （页面存档备份，存于）